# Episodi di Un caso per due (quattordicesima stagione)
La quattordicesima stagione della serie televisiva tedesca Un caso per due, composta da 10 episodi, è andata in onda in Germania sul canale ZDF a partire dal 28 gennaio 1994.
| nº | Titolo originale         | Titolo italiano      | Prima TV Germania | Prima TV Italia |
| -- | ------------------------ | -------------------- | ----------------- | --------------- |
| 1  | Wer die Treue bricht     | Una moglie gelosa    | 28 gennaio 1994   |                 |
| 2  | Der wahre Reichtum       | Complotto mortale    |                   |                 |
| 3  | Tod eines Künstlers      | Morte di un artista  |                   |                 |
| 4  | Der Gewinner             | Un maledetto gioco   |                   |                 |
| 5  | Tödlicher Gewinn         | Difesa d'ufficio     |                   |                 |
| 6  | Schuß ins Herz           | Ricatto mortale      |                   |                 |
| 7  | Das fremde Herz          | Una storia macabra   |                   |                 |
| 8  | Ein todsicheres Geschäft | Sicuro come la morte |                   |                 |
| 9  | Die letzte Präsentation  | Una donna pericolosa |                   |                 |
| 10 | Heißes Geld              | L'indiziato          |                   |                 |